# Mohammed Ibrahim al-Chaar
Mohammed Ibrahim al-Chaar (arabe : محمد الشعار) est un chef militaire syrien, né en 1950 à Lattaquié. 

## Biographie
Al-Chaar incorpore l'armée syrienne en 1971. Il occupe différentes positions dans l'appareil de sécurité, y compris celle de la police militaire à Alep. Il dirige la prison de Sednaya puis il devient commandant de la police militaire de Syrie. 
Le 4 avril 2011, il prend le titre de ministre de l'intérieur.
Le 10 mai 2011, l'Union européenne a placé des sanctions sur Mohammed al-Chaar et 12 autres personnes à la suite des violences qui ont lieu en Syrie après la mort de plusieurs civils.
Il est gravement blessé le 18 juillet 2012 lors de la guerre civile syrienne par une bombe placée dans le quartier général de la sécurité nationale à Damas,. Il est à nouveau blessé le 12 décembre dans un attentat devant le ministère de l'intérieur à Damas. Il a été admis le 19 décembre 2012 en convalescence dans un hôpital de Beirouth au Liban,.